# Jean Hardouin
Pour les articles homonymes, voir Hardouin, Ardouin et Arduin.
Jean Hardouin (né le 23 décembre 1646 à Quimper et mort le 3 septembre 1729 à Paris) est un jésuite et érudit français.

## Biographie
Il acquit son goût pour la littérature dans la librairie de son père. À moins de quatorze ans (25 septembre 1660), il fut admis comme novice dans la Compagnie de Jésus. Il enseigna la théologie positive pendant quinze ans, avant de devenir en 1683 bibliothécaire du collège Louis-le-Grand, le collège parisien de la Compagnie, prenant la succession de Jean Garnier. Il occupa cette fonction jusqu'à sa mort.
Ses premières publications furent un ouvrage de numismatique (Nummi antiqui populorum et urbium illustrati, Paris, 1684), et une édition des discours de Themistios (Themistii Orationes XXXIII, Paris, 1684) qui ne comprenait pas moins de treize textes inédits. Poussé par Jean Garnier, il prit en charge d'éditer l'Histoire naturelle de Pline pour la collection Ad usum Delphini du duc de Montausier, une tâche qu'il acheva en cinq ans (Paris, 1685, puis 1723). Il publia ensuite en numismatique Antirrheticus de nummis antiquis coloniarum et municipiorum (1689), et une Chronologia Veteris Testamenti ad vulgatam versionem exacta et nummis illustrata (1696). Il manifeste dans ses ouvrages un point de vue systématiquement hypercritique, qui provoqua une interdiction à la vente, par le Parlement de Paris, du dernier ouvrage cité (réimprimé à Strasbourg en 1697).

## Idées paradoxales
Les autorités ecclésiastiques le chargèrent de superviser les Conciliorum collectio regia maxima (1715, en douze volumes), mais il fut accusé d'avoir supprimé des documents importants et d'avoir intercalé subrepticement des documents apocryphes ; aussi, par ordre du Parlement de Paris (alors en conflit avec les Jésuites), la publication de l'œuvre fut-elle suspendue jusqu'en 1726. Ce n'en est pas moins une collection estimable, très souvent citée par les érudits.
C'est surtout en tant que premier érudit à avoir soutenu toute une série de théories paradoxales qu'on se souvient de lui. La plus remarquable, que l'on trouve dans ses Chronologiae ex nummis antiquis restitutae (1696) et ses Prolegomena ad censuram veterum scriptorum (publiés à Londres en 1766), est qu'il voulait prouver qu'à l'exception des œuvres d'Homère, d'Hérodote et de Cicéron, de l'Histoire naturelle de Pline, des Géorgiques de Virgile, et des Satires et des Épîtres d'Horace, tous les écrits classiques de la Grèce antique et de Rome étaient des faux, fabriqués par des moines du XIIIe siècle, sous la direction d'un certain Severus Archontius. Il niait l'authenticité de la plupart des œuvres d'art, des pièces de monnaie et des inscriptions anciennes, et assurait que les versions grecques de l'Ancien Testament (la Septante) et du Nouveau Testament étaient des fabrications tardives.
Selon l'historien Henri-Irénée Marrou, cette dérive hypercritique d'un érudit de valeur, est liée à l'opposition aux Jansénistes, qui s'appuyaient sur Augustin d'Hippone, ce qui l'amena à contester d'abord l'authenticité des textes des Pères de l'Église. L'historien Isaac-Joseph Berruyer vit son Histoire du peuple de Dieu condamnée pour y avoir suivi cette théorie. Hardouin vit aussi se développer une opposition à ses thèses à l'intérieur même de la Compagnie de Jésus, notamment de la part de René-Joseph de Tournemine, si bien qu'il dut produire une rétractation en 1709.
Entre autres, les historiens qui suivirent les grandes lignes de Hardouin furent l’anglais Edwin Johnson (1842-1901) et l’allemand Wilhelm Kammeier (1889-1959).
Cette théorie a trouvé un héritier à l'heure actuelle dans le mathématicien russe Anatoly Timofeevich Fomenko, dont les conclusions, fondées sur des méthodes qui lui sont propres pour l'analyse textuelle statistique et les computs astronomiques, sont encore plus radicales, mais considérées comme pseudoscientifiques par des historiens et des astronomes,,,,,,.